# Glinda
Glinda, anche nota come la Buona Strega del Sud (Buona Strega del Nord nel film del 1939) è uno dei personaggi del romanzo per ragazzi Il meraviglioso mago di Oz, scritto da L. Frank Baum.  
Appare per la prima volta nel classico per bambini del 1900 di L. Frank Baum Il meraviglioso mago di Oz. È sovrana del Quadling (a sud della Città di Smeraldo) e protettrice della Principessa Ozma.

## Caratteristiche
Glinda è una delle due streghe buone del mondo di Oz. Vive nella terra del Sud e precisamente in quella dei Quadling, dove tutto è dipinto color rosso. Benché molto anziana riesce, grazie alla sua magia, a rimanere giovane e bellissima, conservando i suoi capelli di una magnifica tonalità di rosso e i suoi dolcissimi occhi azzurri. Dorothy e i suoi compagni, dopo aver sconfitto la malvagia Strega dell'Ovest decidono di recarsi da lei, su consiglio di un abitante della città di Smeraldo, per chiederle un lieto ritorno nel Kansas per la ragazzina, un desiderio che nemmeno il mago di Oz, svanito nel nulla con la sua mongolfiera nel vano tentativo, era riuscito ad esaudire.
La strega buona accoglie i viandanti con tutti gli onori e rivela a Dorothy l'unico strumento in grado di realizzare il suo desiderio: le scarpette d'argento che ha portato sui piedi sin dal principio del suo viaggio. Spiega però alla giovane che, senza il suo aiuto, lo spaventapasseri, l'uomo di latta e il leone codardo non sarebbero mai riusciti a divenire realmente felici. Quando Dorothy, utilizzando la magia delle scarpe, ritorna a casa, Glinda, che ha preso possesso del cappello d'oro in grado di invocare le terribili scimmie volanti, chiede a questi bizzarri animali di condurre lo spaventapasseri nella città di smeraldo, l'uomo di latta nella terra dei Winkie, il leone nella foresta degli animali, dove potranno finalmente vivere come dei re.

## Nel filmIl mago di Oz(1939)

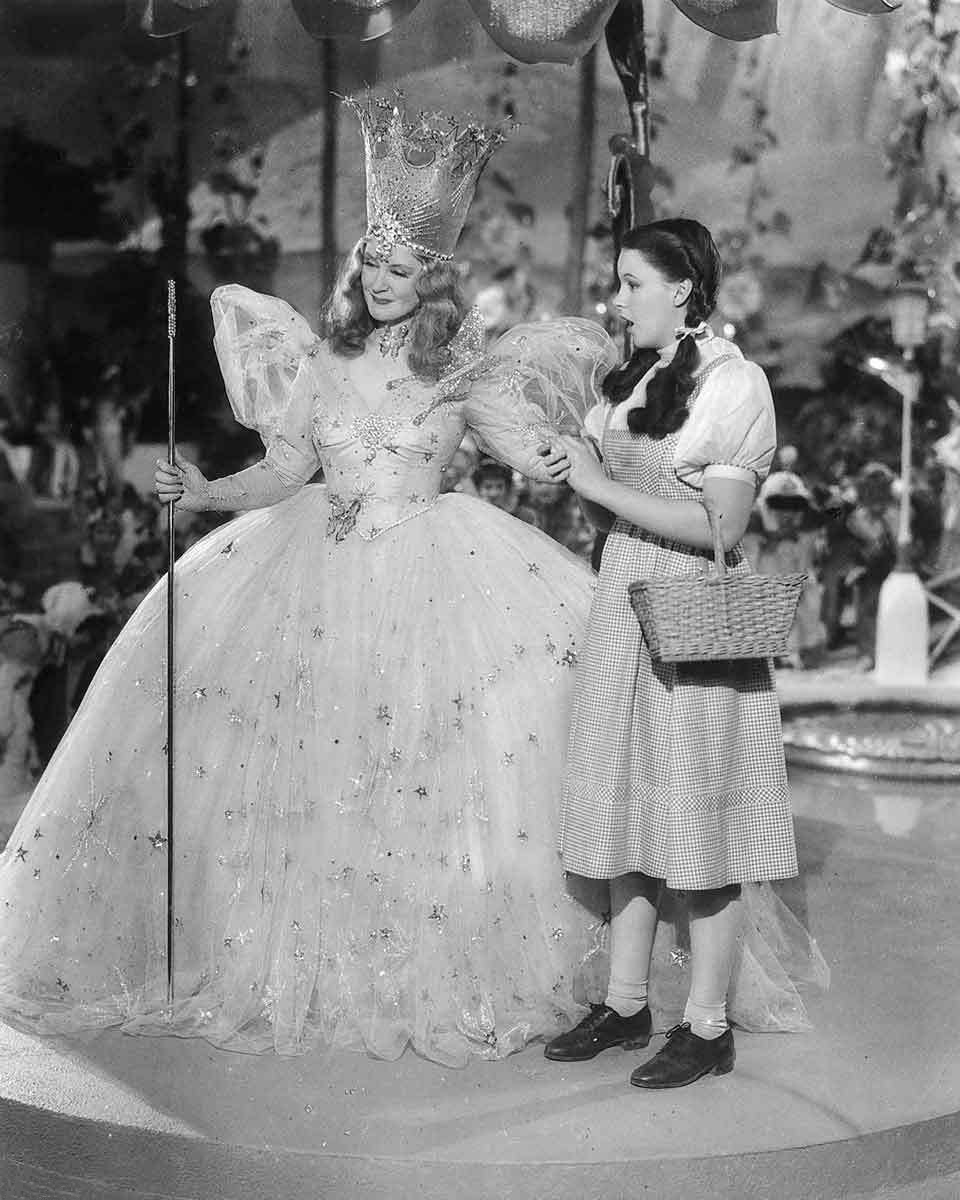
Dorothy (Judy Garland, a destra) con Glinda, la strega buona del Nord (Billie Burke) in Il mago di Oz, 1939

Nella versione cinematografica del 1939 de Il mago di Oz, Glinda è la strega buona del Nord. È interpretata nel film da Billie Burke. Glinda svolge le funzioni non solo della Buona Strega del Nord del romanzo e della Buona Strega del Sud, ma anche della regina dei topi di campo del romanzo, essendo colei che accoglie Dorothy ad Oz, la manda a incontrare il mago e organizza il suo salvataggio dal campo mortale di papaveri, oltre a rivelare il segreto per tornare a casa.
Come Zia Emma e Zio Henry, che non hanno controparti ad Oz, Glinda non ha una controparte nel Kansas dai toni color seppia.

## Nel musicalWicked

Fabi Bang nel ruolo di Glinda nella produzione originale brasiliana di Wicked

Nell'adattamento in musical del racconto di Gregory Maguire Wicked, Glinda è una delle due protagoniste della storia che si focalizza sulla sua relazione di amore/odio con Elphaba (la giovane donna che in seguito diventerà la malvagia Strega dell'Ovest). Così come nel racconto di Gregory Maguire, Glinda è caratterizzata dalla sua popolarità e ambizione, tanto da essere chiamata inizialmente Galinda Upland (proviene infatti dall'Upper Uplands). È descritta come "bionda" in ogni senso, al contrario invece della Glinda originale del film MGM del 1939 che aveva i capelli rossi. Questa differenza è dovuta ad una scelta del compositore Stephen Schwartz che creò su misura questa versione di Glinda specificatamente per l'attrice Kristin Chenoweth. Inoltre il suo vero nome è Galinda, ma poi è lei stessa a modificarlo per rendere omaggio al dottor Dillamond, che lo pronuncia erroneamente in questo modo.
Quando Elphaba decide di ribellarsi al Mago di Oz, offre a Glinda la possibilità di unirsi a lei nella sua crociata, ma Glinda preferisce rimanere al sicuro e cogliere l'opportunità di una carriera politica con il Mago, arrivando infine a diventare "Glinda The Good". Il triangolo amoroso tra Glinda, Fiyero ed Elphaba distingue l'incarnazione di Glinda del musical. Glinda e il Principe Fiyero dalla reputazione "scandalosa" gravitano subito l'uno attorno all'altro come il sole con la terra, ma mentre Glinda convince tutti che loro due si amano, Fiyero rivaluta le sue priorità e diventa sempre più attratto dalla ora migliore amica di Glinda, Elphaba.
La cosa più significativa, nel musical, è che Glinda inconsapevolmente mette in moto gli eventi che portano il Munchkin Boq a diventare l'uomo di latta (cosa che accade solo nel musical) e la sorella di Elphaba, Nessarose (che diventerà la malvagia Strega dell'Est) a venire uccisa dalla imponente casa di Dorothy. Boq era uno spasimante non desiderato ma ardimentoso, che Glinda ha affibbiato convenientemente a Nessarose, la figlia del Governatore del Munchkin, la quale divenne così legata a lui, tanto da schiavizzare gli abitanti del Munchkin solo per tenerlo con sé (cosa che le costò il titolo di "malvagia Strega dell'Est"); Boq venne trasformato nell'uomo di latta da Elphaba, che cercava di correggere un incantesimo sbagliato del Grimoire letto da Nessarose (per conquistare il cuore di lui facendogli dimenticare Glinda, ma invece facendogli perdere fisicamente il cuore). Non molto tempo dopo, Glinda, così furiosa della fuga amorosa di Elphaba e Fiyero, suggerì al Mago e a Madame Morrible di diffondere una voce su Nessarose, facendo credere ad Elphaba che la sorella fosse in pericolo, per poterla catturare. Il Mago e Madame Morrible decisero di portare il suggerimento di Glinda ad un livello superiore, con Morrible che creò il ciclone portatore della casa di Dorothy, responsabile della morte di Nessarose.
Glinda alla fine capisce che Elphaba e Fiyero sono destinati a stare insieme e tenta di vendicare la presunta morte di Elphaba minacciando il Mago di mettere in mostra le sue frodi, se non avesse acconsentito ad abbandonare Oz. Dopo aver fatto rinchiudere la malvagia Madame Morrible in prigione, Glinda segue le orme di Elphaba, cercando di riparare il danno arrecato alla terra di Oz e augurandosi di potersi veramente guadagnare il titolo di "Glinda The Good" con l'approvazione del popolo.
Il ruolo è stato originariamente interpretato da Kristin Chenoweth. Altre attrici hanno poi interpretato questo ruolo, tra cui Jennifer Laura Thompson, Megan Hilty, Kate Reinders, Kendra Kassebaum (attualmente l'attrice che per più tempo ha ricoperto questo ruolo), Annaleigh Ashford, Alli Mauzey, Erin Mackey, Katie Rose Clarke, Helen Dallimore, Dianne Pilkington, Lucy Durack, Suzie Mathers, Gina Beck e Louise Dearman.
L'attrice statunitense Ariana Grande la interpreta nella trasposizione cinematografica divisa in due parti, Wicked del 2024 e Wicked: For Good del 2025, entrambe dirette dal regista statunitense Jon M. Chu.

## Nel filmIl grande e potente Oz

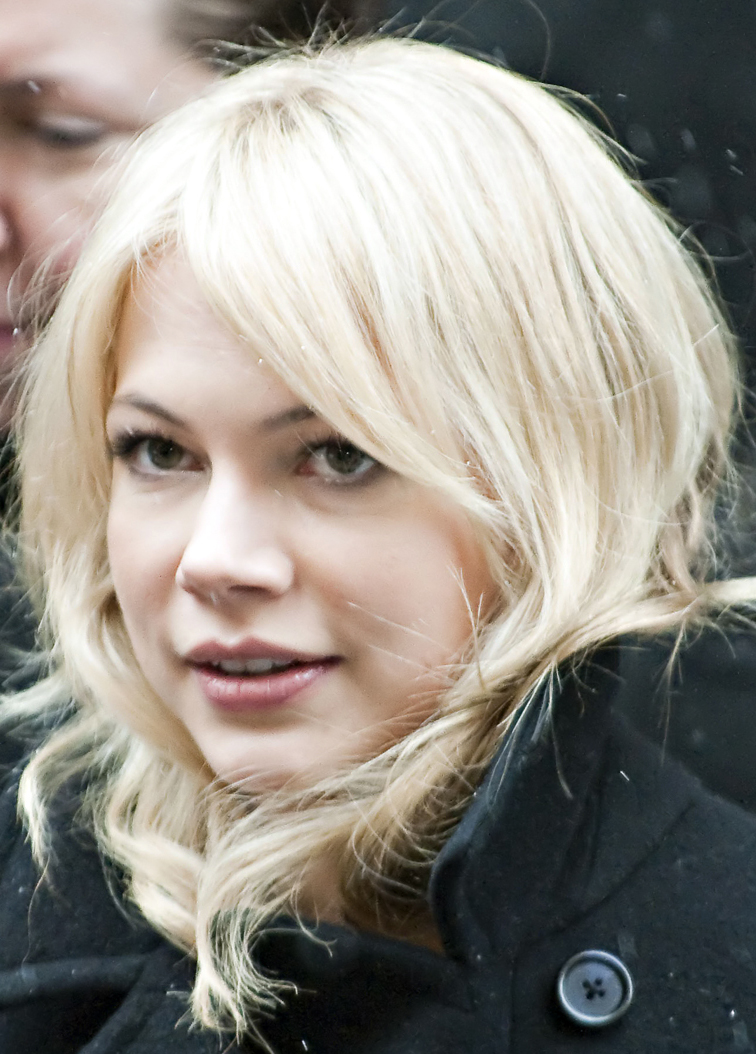
Michelle Williams interpreta Glinda in Il grande e potente Oz, 2013

Nel film Il grande e potente Oz del 2013, diretto dal regista Sam Raimi, Glinda è uno dei personaggi principali, di cui si raccontano le origini all'arrivo del mago nel regno di Oz. È interpretata dall'attrice statunitense Michelle Williams. Nel film, il mago di Oz viene indotto a credere che Glinda sia la strega malvagia che ha ucciso il Re della Città di Smeraldo (il padre di Glinda), così viene inviato dalla ex consigliera reale Evanora a uccidere la giovane. Glinda spiega a Oz la verità, cioè che la vera assassina e strega malvagia è Evanora, e i due si alleano. Durante la battaglia finale, Glinda viene catturata da Evanora e da sua sorella Theodora, trasformata in un'orribile strega dalla pelle verde e senza cuore dalla stessa Evanora, che la torturano. Theodora viene sconfitta da Oz, mentre Glinda duella contro Evanora. A vincere è Glinda, che strappa la magica collana di smeraldo di Evanora, rendendola una vecchia orribile e deforme. Alla fine del film Glinda e Oz instaurano una relazione. La strega buona è anche la controparte di un personaggio del mondo reale, Annie, cioè una vecchia fiamma di Oz.
Nel film è conosciuta per la sua bellezza e bontà; tiene molto al padre ormai defunto e vorrebbe riconquistare la fiducia di Theodora. Saggia e paziente, è una strega dotata di numerose abilità magiche (legate all'acqua e all'aria) e vuole solo il meglio per Oz.